# Basílica de Santa Teresa (Caracas)

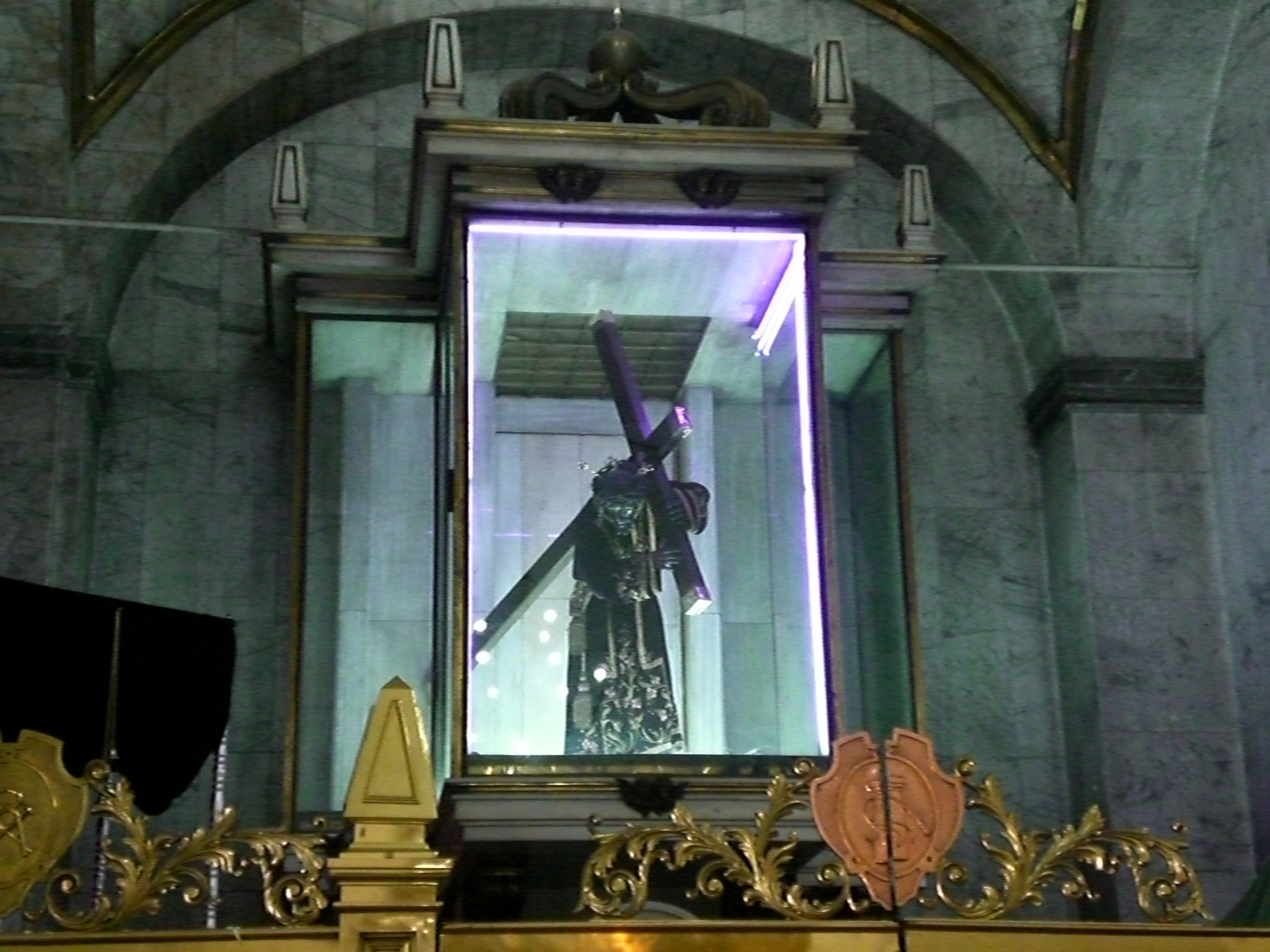
Nazareno de San Pablo

La Basílica de Santa Teresa es uno de los templos católicos más importantes de Caracas, centro principal de veneración a la imagen del Nazareno de San Pablo en la Semana Santa, está ubicada entre las esquinas de La Palma y Santa Teresa en el centro de la ciudad, en la Parroquia Santa Teresa del Municipio Libertador. 
Esta basílica posee un estilo neoclásico con una cúpula central donde se sitúa bajo ella el altar mayor, la fachada oeste está dedicada a Santa Ana y la fachada este a Santa Teresa.

## Historia
En la década de 1870, durante una de las presidencias de Antonio Guzmán Blanco, este en su afán de crear grandes obras aunado a su rechazo a la Iglesia Católica ordena la demolición de varios templos y conventos católicos, a saber: el Oratorio de San Felipe Neri, La Iglesia de San Pablo Ermitaño, el Convento de la Inmaculada Concepción y expropia la Iglesia de la Santísima Trinidad. En donde se ubicaba la Iglesia de San Pablo construyó un gran teatro al que puso su nombre y que hoy en día se llama Teatro Municipal, demolió el Convento de la Inmaculada Concepción y construyó el Capitolio Nacional, la expropiada Iglesia de la Santísima Trinidad la convirtió en el Panteón Nacional y en el lugar donde estaba el Oratorio de San Felipe Neri ordena la construcción de una iglesia a la que le puso el nombre de su esposa Ana Teresa, en 1870 encargando del proyecto al arquitecto Juan Hurtado Manrique. los trabajos de ejecución de la iglesia se inauguran parcialmente el 27 de abril de 1877, dado que si bien la fachada y los arreglos exteriores se encontraban finalizados, los interiores estuvieron inconclusos, permaneciendo así por cinco años. El templo fue reinaugurado el 27 de octubre de 1881, recibiendo ahora el nombre de Iglesia de Santa Teresa y Santa Ana en honor a su esposa Ana Teresa, si bien es mayormente conocida solo por el nombre de Iglesia de Santa Teresa. 
El 9 de abril de 1952, un miércoles santo, aproximadamente a las 4 y 45 de la mañana, mientras se llevaba a cabo la tradicional misa del Nazareno de San Pablo en la Basílica de Santa Teresa, en Caracas, uno de los asistentes gritó que había un incendio. Los presentes entraron en pánico e intentaron escapar, ocasionando una estampida. Como resultado de la asfixia y el aplastamiento, 46 personas murieron, 23 de ellas menores de edad, y 115 resultaron heridas.
El 9 de diciembre de 1959 fue declarada Monumento Histórico Nacional.

## Galería

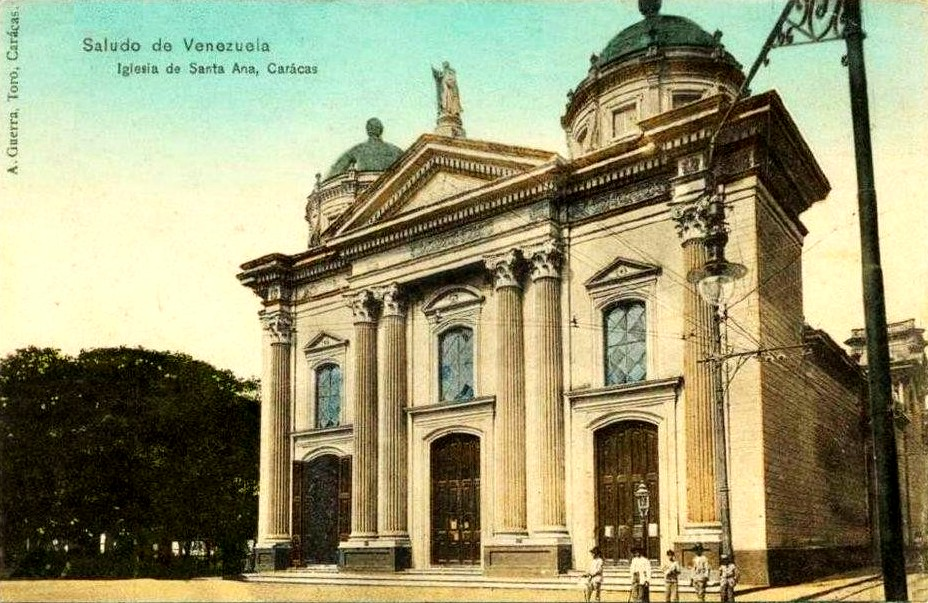
1912
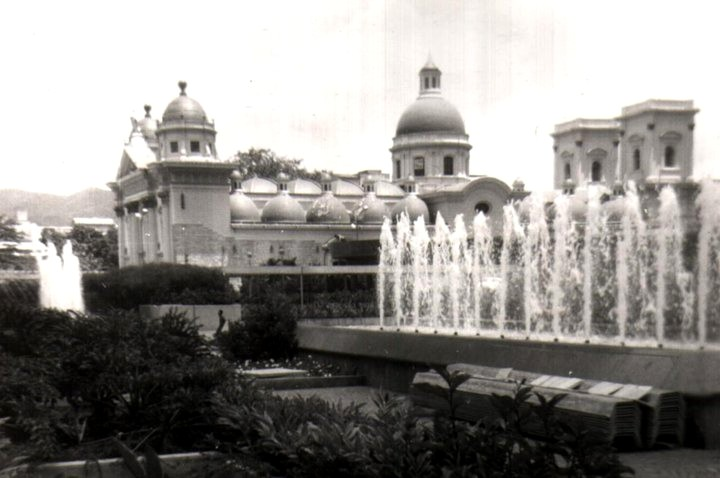
1970
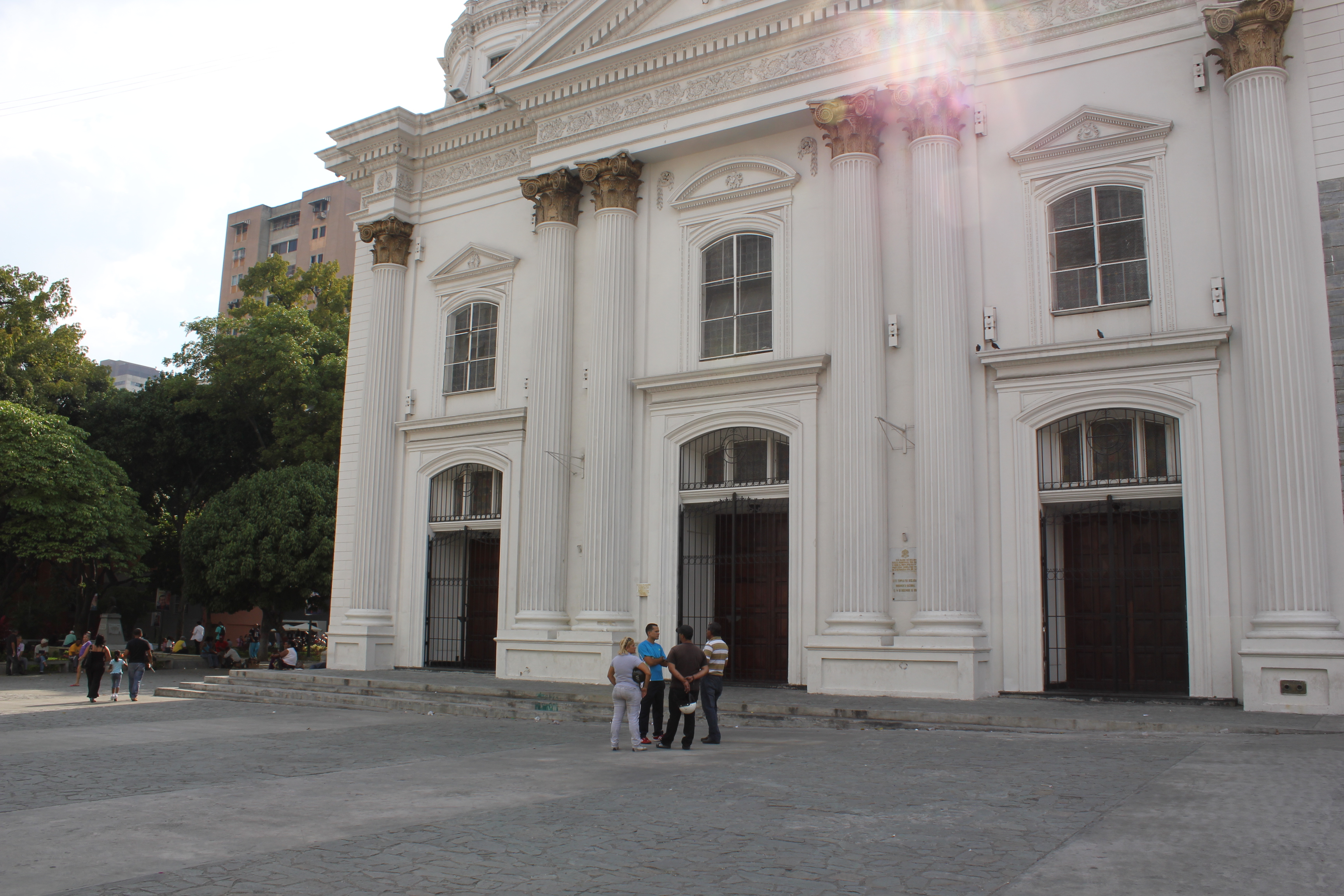
2012
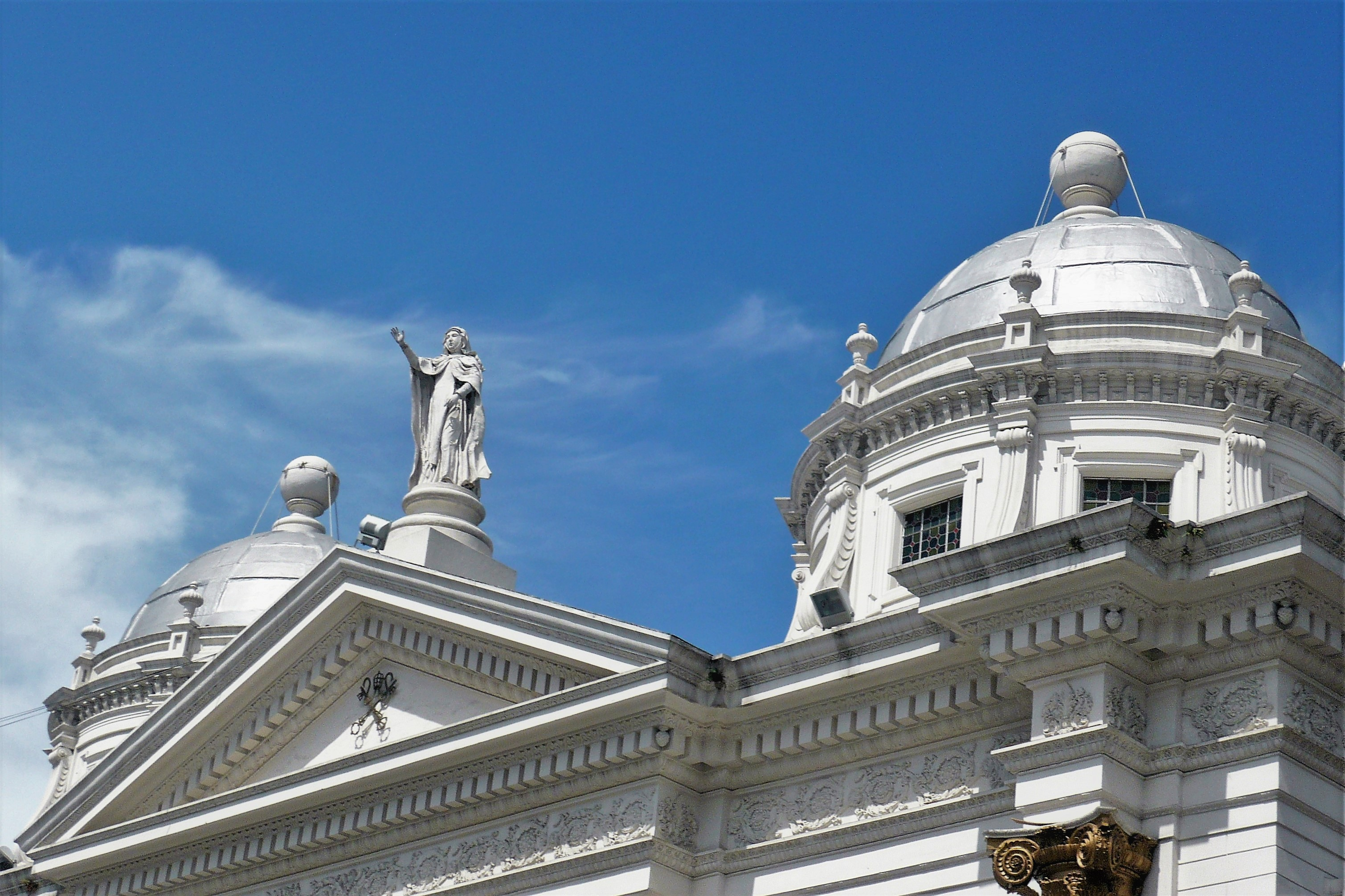
2013
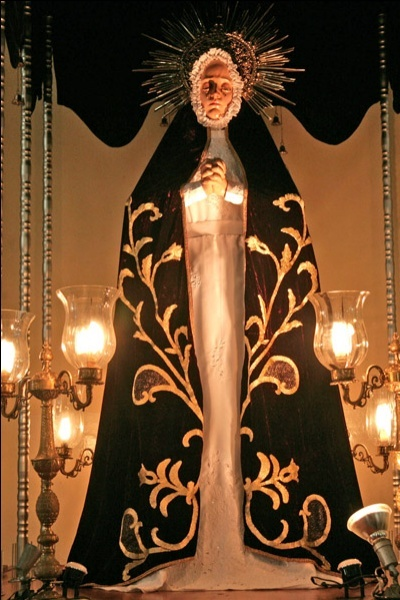
Virgen de la Dolorosa